# 슈퍼맨의 죽음
《슈퍼맨의 죽음》(영어: The Death of Superman)은 2018년 공개한 슈퍼맨 애니메이션 영화이다. 동명의 유명 슈퍼맨 에피소드를 원작으로 한다.

## 성우진
- 제리 오코널 - 슈퍼맨
- 로사리오 도슨 - 원더우먼
- 네이선 필리언 - 그린 랜턴
- 크리스토퍼 고럼 - 플래시
- 맷 랜터 - 아쿠아맨
- 셰마 무어 - 사이보그
- 제이슨 오마라 - 배트맨
- 로키 캐럴 - 사일러스 스톤
- 리베카 로메인 - 로이스 레인
- 레인 윌슨 - 렉스 루터
- 패트릭 파비안 - 행크 헨쇼